# 엘로라 석굴
엘로라 석굴은 인도 마하라슈트라주에 위치한 석굴이다. 10세기에 걸쳐 만들어졌고 초기에는 불교 사원이, 후기에는 힌두교 사원이 들어섰다. 아우랑가바드를 지나 서쪽으로 가다 데칸고원으로 들어서면 동굴처럼 늘어서 있는 엘로라 유적지를 발견할 수 있다. 마치 바위언덕이 물결치고 있는 듯 보이는 인상적인 카일라사나타 사원은 거대하고 정교하며 약 1세기에 걸쳐 완성되었다. 불교, 힌두교, 자이나교를 합쳐 34개의 석굴암이 있고 석굴암 내부에는 많은 석조(石彫)들이 있다. 엘로라 유적지 근교에는 18세기에 세워진 시바신의 사원이 있는데 신발을 벗고, 남자의 경우는 상반신을 벗어야 들어갈 수 있다.